# Margier (opera)
Margier – opera dramatyczna w trzech aktach (w sześciu obrazach), skomponowana przez Konstantego Gorskiego. Libretto na podstawie poematu Władysława Syrokomli napisał W.W.G. (Walgier). Premiera odbyła się 13 stycznia 1927 roku w Teatrze Wielkim w Poznaniu. Wyciąg fortepianowy ukazał się drukiem w 1905 roku w Petersburgu.

## Osoby
- Margier, udzielny książę litewski – baryton
- Egle, jego córka – sopran
- Lutas, wódz litewski – bas
- Marti, kapłanka Znicza – mezzosopran
- Hrabia Hugo von Altenburg, wielki mistrz krzyżacki – bas
- Ransdorf Werner, młody rycerz teutoński – tenor
- Jeden z rycerzy zakonnych – tenor
- Herold orszaku wielkiego mistrza – baryton
- Jeniec litewski – tenor
- kapłani i kapłanki litewskie, wojownicy i lud, komturowie i rycerze teutońscy

## Czas i miejsce akcji
Rzecz dzieje się na zamku księcia litewskiego Margiera w Pullen (pol. Punie) nad Niemnem oraz na zamku krzyżackim w Malborku w XIV wieku.

## Tło historyczne
W operze przedstawione są zdarzenia na poły historyczne, które miały miejsce w XIV wieku. Legenda głosi, iż na Górze Zamkowej w Puniach nad Niemnem wznosił się zamek księcia litewskiego Margiera. W 1336 roku książę wraz z załogą zamku i okoliczną ludnością stawił bohaterski opór wyprawie krzyżackiej, pod wodzą wielkiego mistrza Teodoryka z Altenburgu, Ludwika, margrabiego brandenburskiego, Filipa hrabiego Namur i hrabiego Hennenberga. Obrońcy zamku (zgodnie z tradycją, którą za kronikarzami pruskimi podaje również Jan Długosz), widząc brak możliwości dalszej obrony zamku, pozabijali swoje żony i dzieci, spalili zgromadzone kosztowności, a sami polegli w walce z Krzyżakami lub spłonęli na stosie. Książę Margier popełnił samobójstwo, rzucając się w płomienie.

## Treść

### Akt I
Obraz pierwszy: Sala w zamku Pullen. Po bitwie z Krzyżakami odbywa się uczta, w czasie której Litwini dziękują bogom za zwycięstwo i wychwalają męstwo Margiera, któremu udało się pokonać wroga i wziąć do niewoli jednego z najznamienitszych rycerzy teutońskich, Ransdorfa. Wszyscy chcą go zobaczyć. Książę każe wprowadzić jeńca, który swą nieustraszoną postawą zdobywa sympatię córki litewskiego wodza, Egle. Margier zapowiada Ransdorfowi, że nie minie go straszna kara i zarzuca, że Krzyżacy, pod płaszczykiem szerzenia wiary chrześcijańskiej, urządzają napady i grabieże. Ku zaskoczeniu zgromadzonych młody rycerz nie błaga o litość. Książę, poruszony odwagą jeńca, gotów jest złagodzić karę, ale lud – powołując się na sądy boże – domaga się śmierci Ransdorfa. Wówczas Egle zwraca się z błagalną prośbą do boga Perkuna, by uchronił jeńca. Ransdorf spodziewając się rychłej śmierci wspomina ukochaną matkę, którą chciałby zobaczyć po raz ostatni, chociażby we śnie. Nie obawia się jednak śmierci, gdyż woli umrzeć z rąk pogan, niż żyć pohańbiony. Lutas oznajmi mu, że Egle stara się wyjednać łaskę u ojca.
Obraz drugi: Nad brzegiem Niemna, pod dębem. Ransdorf zwierza się Lutasowi z budzącego się uczucia do Egle, która właśnie nadchodzi w gronie dziewcząt śpiewając pieśń o Ransdorfie. Młodzi spotykają się i Ransdorf wyznaje księżniczce swoje uczucia, mówiąc, że gotów jest znieść niewolę by tylko być blisko niej. Dziewczyna jest przerażona, gdyż i ona uświadamia sobie, że go kocha. Nie decyduje się jednak na podobne wyznanie, pamiętając, że Ransdorf jest wrogim rycerzem. Ransdorf odchodzi zrozpaczony.

### Akt II
Obraz pierwszy: W podziemiach świątyni. Kapłanka Znicza, Marti żąda śmierci jeńca teutońskiego. Margier, nim wyda wyrok, chce znać wolę niebios. Wówczas Marti, wzywa bogów. Na jej zaklęcia zjawia się bóg Poklus, żądając śmierci Ransdorfa, gdyż tylko ofiara z niego złożona może ocalić Litwę od zguby. Zgromadzeni, prócz Egle i Lutasa, przyjmują ten wyrok z entuzjazmem. Margier, by uniknąć linczu, gotów jest sam poprowadzić skazańca na stos.
Obraz drugi: Pod murami zamku, nad brzegiem Niemna. Lutas wspomina chwalebną przeszłość, jest gotów bronić swojego narodu i poświęcić życie w obronie Ojczyzny. Egle jest zrozpaczona losem jeńca, pragnie go uratować. Przyznaje, że uczucie jakim darzy Ransdorfa jest silniejsze niż obowiązek względem poddanych. Lutas obiecuje księżniczce, że ocali jej ukochanego. Na te słowa zjawia się rycerz, a Lutas wskazuje mu tajemne przejście i pomaga w ucieczce. Wcześniej, wraz z Egle, żąda przysięgi, że nie wyjawi Krzyżakom tajemnicy. Ransdorf ślubuje, że tego nie zrobi, a widząc rozpacz Egle, zapewnia ją, że ich rozłąka nie będzie trwała długo.
Zjawia się Margier z ludem. Widząc Egle przy lochu wszyscy domyślają się, że pomogła jeńcowi w ucieczce. Kapłanka podburza lud i ten żąda śmierci księżniczki. Margier, choć serce pęka mu z bólu, skazuje Egle na śmierć.

### Akt III
Obraz pierwszy: Sala gotycka w zamku malborskim. Rycerze teutońscy żądają od Ransdorfa, by wydał ukryte przejście do zamku w Pullen. Ten jednak nie daje się skłonić do złamania przysięgi, nawet pod groźbą okrutnych kar, kierowanych pod jego adresem przez wielkiego mistrza. Wówczas Hugo von Altenburg, wielki mistrz krzyżacki, ucieka się do podstępu. Rozkazuje wprowadzić jeńca litewskiego, który opowiada Ransdorfowi, że Margier skazał swoją córkę na śmierć na stosie. To działa na rycerza piorunująco. Postanawia ocalić ukochaną i oznajmia zakonowi, że sam poprowadzi rycerstwo krzyżackie przeciw pogańskiemu władcy.
Obraz drugi: Zamek Pullen. Egle przed śmiercią śpiewa o swojej wielkiej miłości do Ransdorfa. Widząc to Margier wybacza córce. Wzywa wojowników do boju, a ofiarników wysyła do świątyni. Rozpoczyna się bitwa. Krzyżacy podstępnie wdzierają się do zamku, a Ransdorf zabija broniącego wejścia Lutasa. Umierający Lutas przeklina go. Margier widząc, że obrona jest bezcelowa podpala twierdzę. Egle wyrywa się Ransdorfowi, wyrzucając mu zdradę, która stłumiła w niej uczucia jakimi go darzyła. Ransdorf siła próbuje uprowadzić Egle. Jednak Margier zabija go, a sam wraz z Egle rzuca się w płomienie. Lud zaklina bogi, by wyzwolili ich z pęt ciała. Na oczach oszołomionych Krzyżaków wszyscy wskakują na stos. Wszystko niknie w kłębach dymu.